# 于志刚 (1962年)
于志刚（1962年10月—），男，山东莱阳人，中国海洋化学家，中国海洋大学教授，现任中国海洋大学校长。主要从事海洋化学和海洋环境科学的研究与教学工作。博士学位。

## 生平
1985年7月毕业于清华大学。1986年4月加入中国共产党。1988年6月获得南京化工学院硕士。1988年6月参加工作，历任青岛海洋大学化学系助教、讲师、副教授、系副主任、常务副院长、教授。1999年取得青岛海洋大学博士学位，1997年至1998年为德国汉堡大学海洋化学与生物地球化学研究所高级访问学者。2000年7月至2001年7月，任青岛海洋大学校长助理、博导。2001年7月担任青岛海洋大学（2002年10月更名为中国海洋大学）副校长，2009年2月任中国海洋大学党委书记。2014年7月4日，被任命为中国海洋大学校长。

## 学术贡献
已培养20多名研究生，2名博士后，7名博士生、19名硕士生；在国内外发表110余篇论文（SCI收录31篇），获10项国家发明专利。